# Moniek Nijhuis
Moniek Nijhuis (Overdinkel, 20 marzo 1988) è un'ex nuotatrice olandese.

## Palmarès
- Mondiali in vasca corta

Doha 2014: bronzo nei 50m rana e nei 100m rana.
- Europei

Berlino 2014: bronzo nei 50m rana.
- Europei in vasca corta

Dublino 2003: bronzo nella 4x50m misti.
Vienna 2004: oro nella 4x50m misti.
Trieste 2005: oro nella 4x50m misti.
Fiume 2008: oro nella 4x50m misti e bronzo nei 50m rana.
Istanbul 2009: oro nei 50m rana e nella 4x50m misti e argento nei 100m rana.
Eindhoven 2010: oro nei 100m rana e nella 4x50m misti e argento nei 50m rana.
Herning 2013: argento nei 50m rana.
Netanya 2015: oro nella 4x50m misti e argento nei 100m rana.
- Europei giovanili

Glasgow 2003: bronzo nei 50m rana.
Lisbona 2004: oro nei 50m rana e nei 100m rana.